# Burhan Ghalioun
Burhan Ghalioun (Arabisch برهان غليون) (Homs, 11 februari 1945), is een Frans-Syrische hoogleraar sociologie aan de Universiteit Sorbonne Nouvelle in Parijs en was de eerste voorzitter van de Syrische Nationale Raad (SNC). Hij werd op 29 augustus 2011 benoemd tot voorzitter. Zijn voorzitterschap werd bekritiseerd vanwege zijn vermeende relatie met de Moslimbroederschap, zijn vroege aarzeling om de troepen van de oppositie te bewapenen en de zogezegd autocratische aard van zijn leiderschap. Op 17 mei 2012 nam Ghalioun ontslag, na gemerkt te hebben dat hij zorgde voor verdeeldheid in de raad.